# Barjouville
Barjouville is een gemeente in het Franse departement Eure-et-Loir (regio Centre-Val de Loire). De plaats maakt deel uit van het arrondissement Chartres. Barjouville telde op 1 januari 2022 1.755 inwoners.

## Geografie
De oppervlakte van Barjouville bedroeg op 1 januari 2022 4,1 vierkante kilometer; de bevolkingsdichtheid was toen 428 inwoners per km².

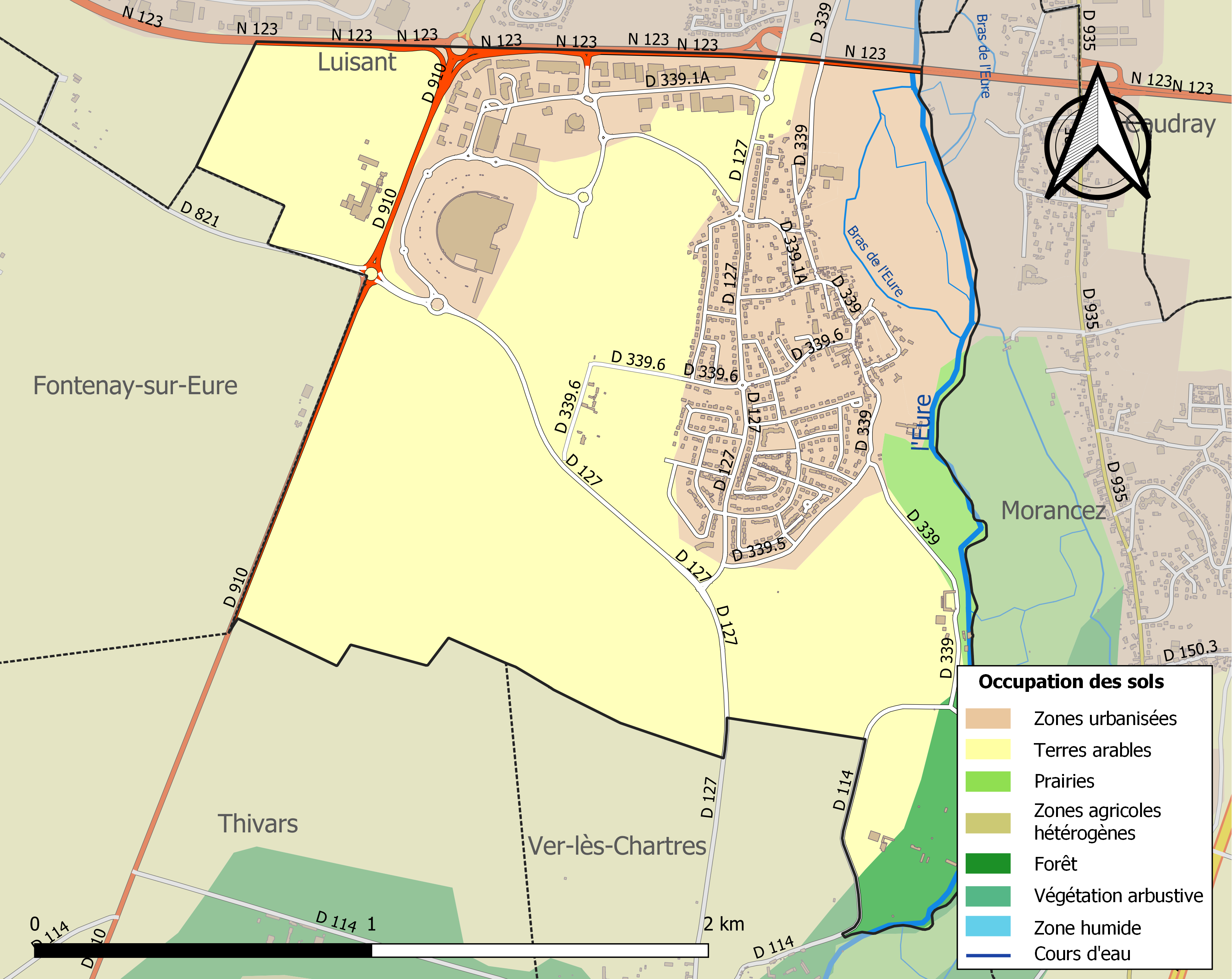
Kaart van de gemeente met belangrijkste infrastructuur, bodemgebruik en omliggende gemeenten

## Demografie
Onderstaande figuur toont het verloop van het inwonertal (bron: INSEE-tellingen).